# Университет Замбии
Университет Замбии (англ. University of Zambia (UNZA)) — крупнейшее государственное высшее учебное заведение Замбии, основанное в 1965 году при президенте Кеннете Каунде. Функционирует с 1966 года. Старейшее учебное заведение Замбии.
Расположен в провинции Лусака. Кампус расположен на Грейт-Ист-роуд, примерно в семи километрах от делового центра города Лусака. Другой кампус находятся на Риджуэе рядом с университетской больницей.

## Структура
Университет имеет более 157 образовательных и последипломных учебных программ. Студенты получают образование на таких факультетах:
- Школа сельскохозяйственных наук
- Инженерная школа
- Педагогическая школа
- Школа гуманитарных и социальных наук
- Школа права
- Школа горного дела
- Медицинская школа
- Школа естественных наук
- Школа ветеринарной медицины
- Школа менеджмента

В 2014 году университете обучалось около 11 500 студентов.
Член Ассоциации университетов Содружества и Ассоциации африканских университетов.

## Известные преподаватели и выпускники
- Ангула, Нахас — премьер-министр Намибии
- Вина, Инонге — вице-президент Замбии
- Каунда, Кеннет — президент Замбии
- Лунгу, Эдгар — президент Замбии
- Мамбилима, Ирен — председатель Верховного суда страны
- Мванаваса, Леви — президент Замбии
- Мнангагва, Эммерсон — президент Замбии
- Мусокотване, Кебби — премьер-министр Замбии
- Ругунда, Рухакана — премьер-министр Уганды
- Хичилема, Хакаинде — президент Замбии